# 레니 몬타나

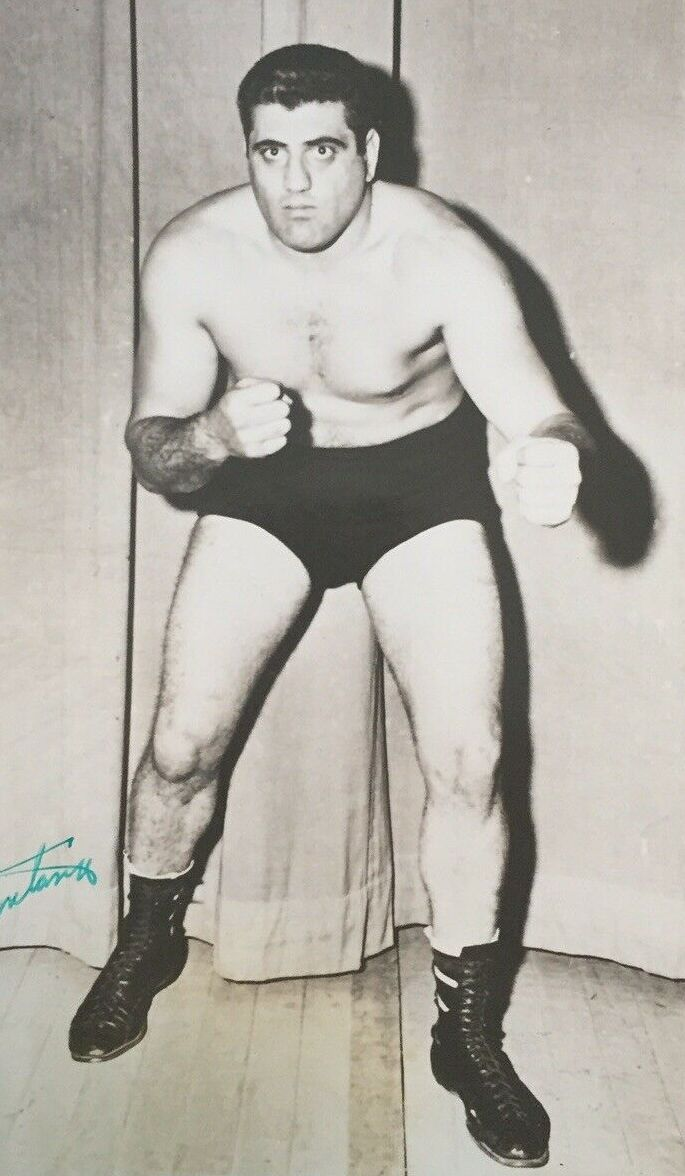

레니 몬태나(Leonardo Passafaro, 1926년 3월 13일 ~ 1992년 5월 12일)는 미국의 배우, 프로 레슬링 선수, 경호원이다.
브루클린에서 태어났다.

## 영화
- 팬더모니엄(영어판) (1982년) - 코치 역
- 캘리포니아 돌스 (1981년)
- 디파이언스 (1980년)
- 성룡의 살수호 (1980년)
- 바보 네이빈 (1979년)
- 핑거스 (1978년)
- 스트라이크 포스 (1975년)
- 대부 (1972년) - 루카 브래시 역